# Kødkernesvamp-familien
Kødkernesvamp-familien (Hypocreaceae) er en familie med 10-15 slægter af svampe. Arterne kendes på, at frugtlegemerne har klare farver i gult, orange eller rødt.
| Slægter |

- Aphysiostroma
- Arachnocrea
- Dialhypocrea
- Gibberella
- Hypocrea (Trichoderma)
- Hypocreopsis
- Hypomyces
- Podostroma (måske tilhørende Hypocrea)
- Protocrea (måske tilhørende Hypocrea)
- Pseudohypocrea
- Rogersonia
- Sarawakus
- Sphaerostilbella
- Sporophagomyces
- Syspastospora
- Sporophagomyces